# Ottavio Ridolfi
Ottavio Ridolfi (ur. w 1582 w Rzymie, zm. 6 lipca 1624 w Agrigento) – włoski kardynał.

## Życiorys
Urodził się w 1582 roku w Rzymie, jako syn Giovanfrancesca Ridolfiego i Costanzy Ugolini (jego bratem był generał dominikanów Niccolò Ridolfi). Po studiach uzyskał doktorat utroque iure, a następnie został referendarzem Trybunału Obojga Sygnatur. 14 sierpnia 1612 roku przyjął święcenia kapłańskie. 1 października został wybrany biskupem Ariano Irpino. 5 września 1622 roku został kreowany kardynałem prezbiterem i otrzymał kościół tytularny Sant'Agnese in Agone. Rok później został przeniesiony do diecezji Agrigento. Zmarł tamże 6 lipca 1624 roku.